# Cherveux
Cherveux is een gemeente in het Franse departement Deux-Sèvres (regio Nouvelle-Aquitaine) en telt 1271 inwoners (1999). De plaats maakt deel uit van het arrondissement Niort.

## Geografie
De oppervlakte van Cherveux bedraagt 22,2 km², de bevolkingsdichtheid is 57,3 inwoners per km².

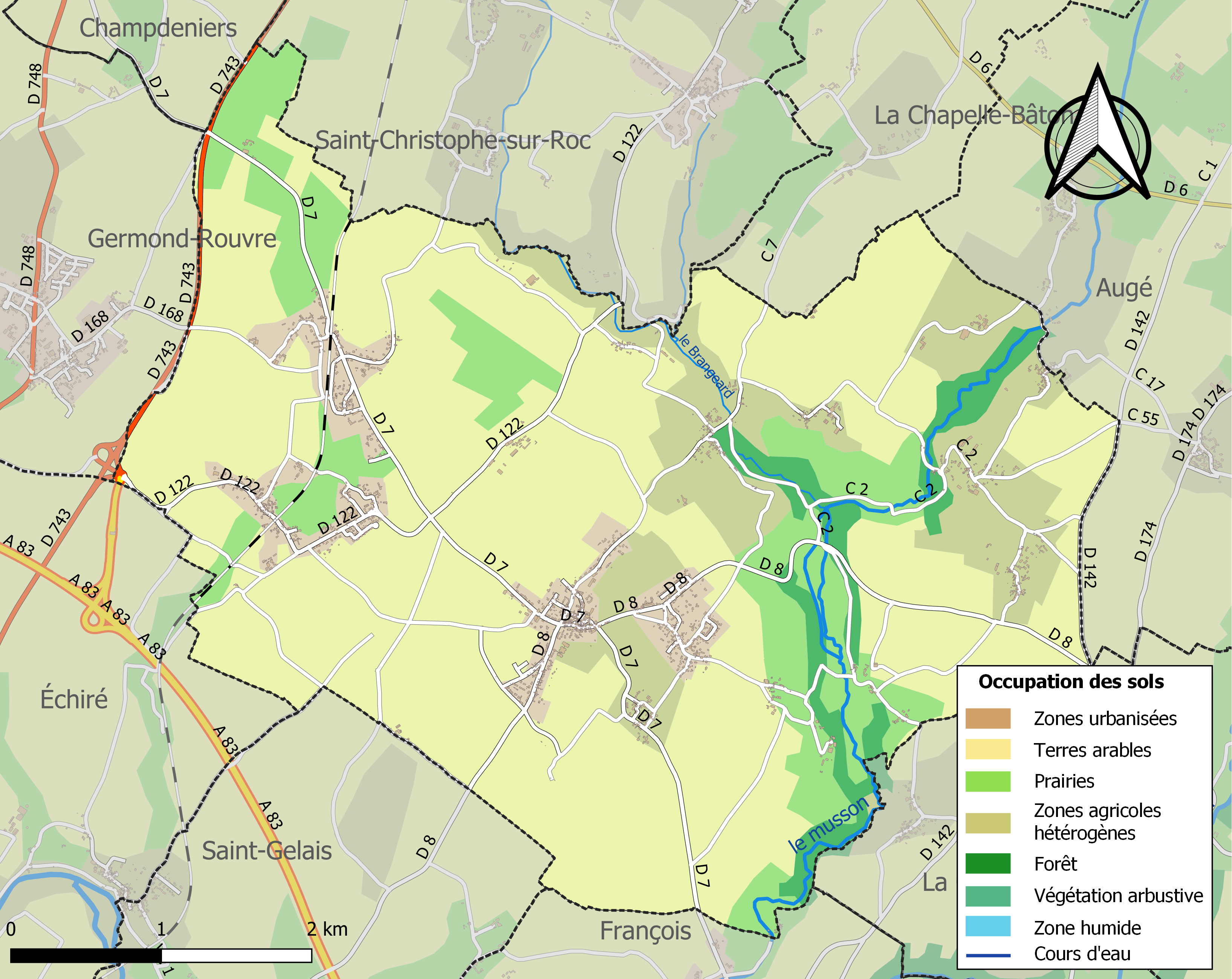
Kaart van de gemeente met de belangrijkste infrastructuur, bodemgebruik en omliggende gemeenten

## Demografie
Onderstaande figuur toont het verloop van het inwonertal (bron: INSEE-tellingen).